# ناصر أحمد (لاعب كريكت بنغلاديشي)
ناصر أحمد (1964 - ) (بالبنغالية: নাসির আহমেদ)‏ هو لاعب كريكت بنغلاديشي وباكستاني.